# Ninghai

Lage von Beilun im Gebiet der Stadt Ningbo

Ninghai (chin. 宁海县; Pinyin: Nínghǎi Xiàn) ist ein Kreis der Unterprovinzstadt Ningbo der ostchinesischen Provinz Zhejiang. Er hat eine Fläche von 1.735 km² und zählt 695.958 Einwohner (Stand: Zensus 2020).
Die alte Bühne von Ninghai (Ninghai gu xitai 宁海古戏台) steht seit 2006 auf der Liste der Denkmäler der Volksrepublik China (6-557).